# Cristaperla waharoa
Cristaperla waharoa är en bäcksländeart som beskrevs av Mclellan 1991. Cristaperla waharoa ingår i släktet Cristaperla och familjen Notonemouridae. Inga underarter finns listade i Catalogue of Life.